# Aziz Hitou
Aziz Hitou né le 1er février 1990 à Anvers (Belgique), est un joueur international belge de futsal.

## Biographie
Hitou naît à Anvers en Belgique de parents marocain. Il grandit dans le quartier de Borgerhout et commence le futsal professionnel au FT Antwerpen et suit en même temps une formation de professeur à la haute école Artesis d'Anvers, empochant un diplôme en 2013 en tant que professeur sportif. Vainqueur de la Coupe de Belgique lors de la saison 2010-2011, il est également champion de Belgique une saison plus tard. Au niveau individuel, il remporte le prix du meilleur espoir de futsal de Belgique de la saison 2010-2011. Une saison plus tard, il remporte le Soulier d'or belge,. Lors de la saison 2015-2016, il atteint la finale de la Coupe de Belgique.
En 2016, il signe aux Pays-Bas dans le club amstellodamois ZVV 't Knooppunt. Il est champion des Pays-Bas et finaliste de la Coupe des Pays-Bas dès sa première saison. Il y dispute qu'une saison avant de retourner à Anvers au FT Antwerpen. En 2019, il remporte avec son club formateur la Supercoupe de Belgique, atteignant également la finale de la Coupe de Belgique. En 2020, Aziz Hittou quitte le club pour signer à Noorderwijk,.
Hitou compte 41 sélections en équipe de Belgique et marque douze buts sous les couleurs des Diables Rouges.

## Palmarès
- 2011 : Vainqueur du Soulier d'or espoir
- 2011 : Vainqueur de la Coupe de Belgique
- 2012 : Vainqueur du Soulier d'or
- 2012 : Champion de Belgique
- 2016 : Finaliste de la Coupe de Belgique
- 2017 : Finaliste de la Coupe de Belgique
- 2017 : Finaliste de la Coupe des Pays-Bas
- 2017 : Champion des Pays-Bas
- 2019 : Vainqueur de la Supercoupe de Belgique